# TM-53
TM-53 (ros. ТМ-53) – sowiecka przeciwgąsienicowa mina przeciwpancerna wprowadzona na uzbrojenie w latach 50.
Mina TM-53 miała cylindryczny korpus wykonany z blachy wypełniony 6,32 kg lanego trotylu. Mina była uzbrajana zapalnikiem MW-5 z zapałem MD-6. Dodatkowo minę można było przekształcić w minę nieusuwalną poprzez wkręcenie w dno zapalnika naciągowego MUW.
Miny TM-53 mogły być ustawiane ręcznie lub mechanicznie za pomocą pochylni minerskiej lub ustawiacza PMR-3. Ich największą wadą była niska odporność na wybuchy ładunków wydłużonych czy nacisk trałów walcowych. Dlatego miny TM-53 jako przestarzałe zostały wycofane z uzbrojenia.